# ليه كارترايت
ليه كارترايت (بالإنجليزية: Les Cartwright)‏ هو لاعب كرة قدم ومدرب كرة قدم بريطاني، ولد في 4 مارس 1952 في أبردير ‏ في المملكة المتحدة. لعب مع كامبريدج يونايتد.